# John Amos
John A. Amos, Jr. (n. 27 decembrie 1939, Newark, New Jersey, SUA – d. 21 august 2024, Los Angeles, California, SUA) a fost un actor american care a jucat în rolul James Evans Sr., din serialul de televiziune Vremurile Bune, din anii '70.
În cariera sa a avut roluri în The Mary Tyler Moore Show, miniseria Rădăcini, pentru care a primit o nominalizare la Premiul Emmy și un rol recurent ca Amiralul Percy Fitzwallace în serialul Viața la Casa Albă.
De asemenea, a apărut pe Broadway și în numeroase filme într-o carieră care s-a întins pe cinci decenii. El a primit nominalizări pentru un Primetime Emmy Award și NAACP Image Award.

## Viața personală
Amos a fost căsătorit și divorțat de trei ori. El a avut doi copii din prima căsătorie cu artista Noel Amos: Shannon Amos, o scriitoare de succes/producătoare și fondatoare a Afterglow Multimedia, LLC și K. C. Amos regizor nominalizat pentru un Grammy.

## Filmografie selectivă

### Cinema
- Vanishing Point (1971) calitate Super Sufletul e Inginer (Uncredited)
- Dulce ai putut stapani s Baadasssss Song (1971), ca Motociclist (Creditat ca Johnny Amos)
- Cel mai Mare Atlet (1973) ca Antrenorul Sam Archer
- Hai s-O Facem din Nou (1975) ca Kansas City Mack
- Atins de Iubire (1980) ca Tony
- The Beastmaster (1982) ca Seth
- Dance of the Dwarfs (1983), ca Esteban
- American Flyers (1985) ca Dr. Conrad
- Venind în America (1988) ca Cleo McDowell
- Lock Up (1989) în calitate de Căpitan Meissner
- Doi Ochi Răi (1990) ca Det. Legrand (Segment: "Pisica Neagră")
- Die Hard 2 (1990) ca Grant
- Ricochet (1991) ca Rev. Stiluri
- Mac (1993) și Nat
- Noaptea Capcană (1993) drept Căpitanul Hodges
- Pentru mai Bine sau mai Rău (1995) ca Gri
- Prințul din Bel-Air (serial TV; 4 Episoade) (1994-1995), ca Fred Wilkes
- Jucătorii de Club (1998), ca Ofițer Freeman
- Tatăl Copilului meu (2004) ca Unchiul Virgil
- Numărătoarea inversă (2004), ca Amiralul Melory
- Shadowboxing (2005) după Deal
- Dr. Dolittle 3 (2006), Jud Jones
- Doi Bărbați și Jumătate (serial TV; 3 Episoade) (2010), Ed
- Madea e de Protecție a Martorilor (2012) ca Pastor Nelson
- Bad Asses on the Bayou (2015), Earl
- Ferma (2016) ca Ed Episcop

### Televiziune
- 1977 Rădăcini (Roots) : Kunta Kinte mai vârstnic (serial TV, 3 episoade)